# (1584) Fuji
(1584) Fuji es un asteroide que forma parte del cinturón de asteroides y fue descubierto por Okuro Oikawa desde el observatorio astronómico de Tokio, Japón, el 7 de febrero de 1927.

## Designación y nombre
Fuji fue designado al principio como 1927 CR.
Más tarde se nombró por el Fuji, la montaña más alta de Japón.

## Características orbitales
Fuji está situado a una distancia media de 2,377 ua del Sol, pudiendo alejarse hasta 2,839 ua y acercarse hasta 1,915 ua. Tiene una inclinación orbital de 26,62° y una excentricidad de 0,1945. Emplea 1338 días en completar una órbita alrededor del Sol.